# Discutible (álbum)
Discutible es el duodécimo álbum de estudio de la banda de rock argentina Babasónicos, lanzado el 12 de octubre de 2018. Es el primer material discográfico del grupo desde Romantisísmico (2013). El primer adelanto del álbum fue «La pregunta», el cual se estrenó el 27 de julio de 2018. y el segundo adelanto, «Cretino», fue lanzado el 28 de septiembre de 2018. A una semana del lanzamiento del álbum, la banda dio a conocer «Bestia pequeña» mediante un lyric video el 5 de octubre de 2018. También fue lanzado el 16 de mayo de 2019, el videoclip de la canción "Ingrediente", cuarto sencillo del álbum. Acorde al cantante de la banda, Adrián Dárgelos, el nombre del disco es «una categoría de belleza que no tiene que ver con el consenso, sino con ideas que polemizan entre sí».

## Lista de canciones
| Discutible |                    |                                                                |          |  |
| N.º        | Título             | Escritor(es)                                                   | Duración |  |
| 1.         | «La pregunta»      | Adrián Rodríguez                                               | 4:58     |  |
| 2.         | «Ingrediente»      | Adrián Rodríguez                                               | 3:36     |  |
| 3.         | «Bestia pequeña»   | Adrián Rodríguez; Diego Tuñón                                  | 3:01     |  |
| 4.         | «Trans-algo»       | Mariano Domínguez                                              | 4:02     |  |
| 5.         | «Partícula»        | Adrián Rodríguez; Diego Rodríguez                              | 3:15     |  |
| 6.         | «Adiós en Pompeya» | Mariano Domínguez                                              | 4:17     |  |
| 7.         | «Teóricos»         | Adrián Rodríguez; Diego Rodríguez; Diego Tuñón; Gustavo Torres | 4:42     |  |
| 8.         | «Cretino»          | Adrián Rodríguez; Diego Rodríguez                              | 3:01     |  |
| 9.         | «Orfeo»            | Adrián Rodríguez; Diego Rodríguez                              | 4:05     |  |
| 10.        | «Un pálpito»       | Adrián Rodríguez; Diego Rodríguez; Gustavo Torres              | 4:14     |  |
| 39:17      |                    |                                                                |          |  |